# جايسون ماثيسون
جايسون ماثيسون (بالإنجليزية: Jason Matheson)‏ هو ناقد سينمائي وصحفي أمريكي، ولد في 5 أغسطس 1974 في ميشيغان سيتي في الولايات المتحدة.